# Punch and Judy

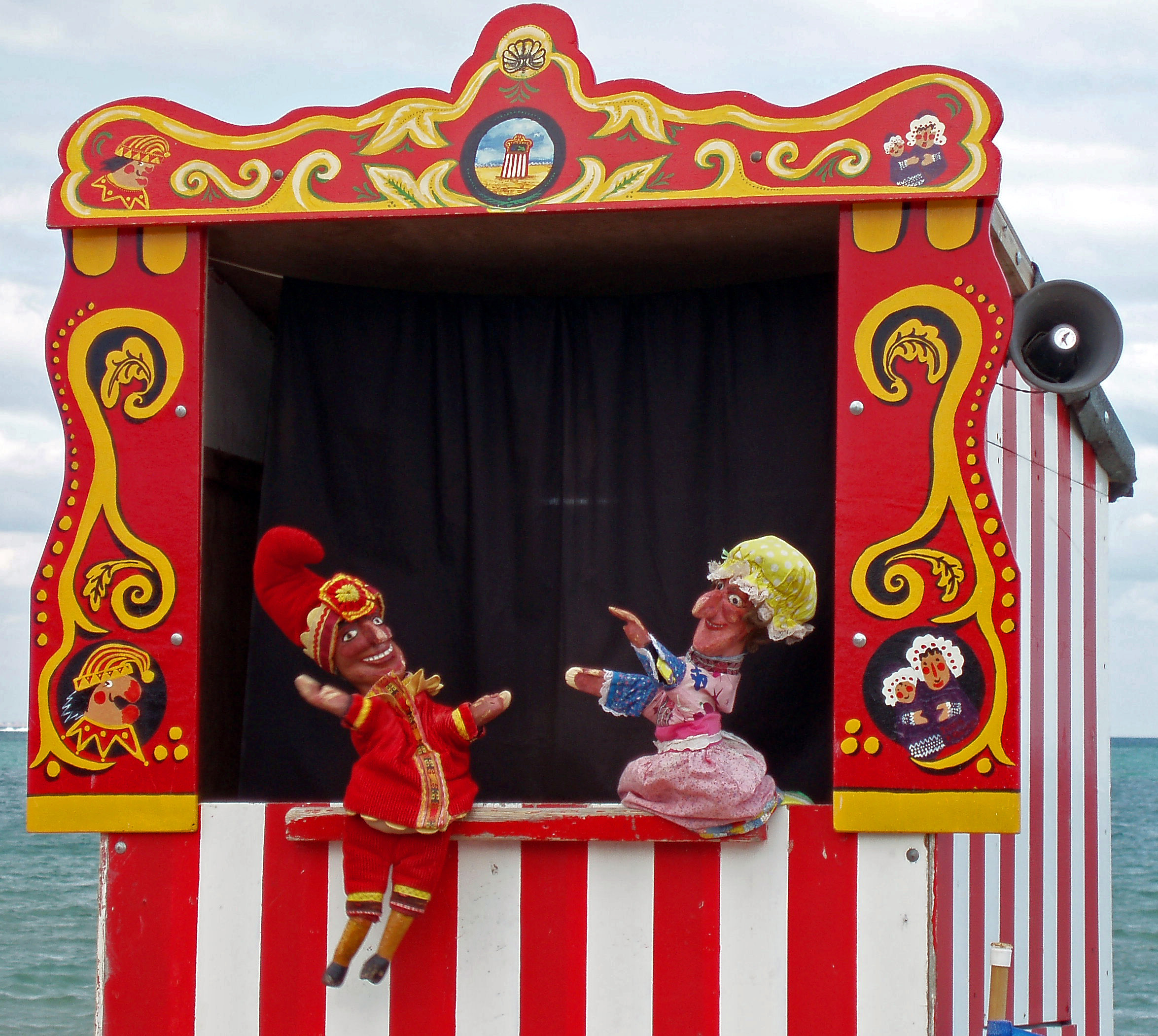
Eine traditionelle „Punch and Judy“-Bude in Swanage, Dorset

Punch and Judy (englisch) ist ein in England sehr bekanntes, traditionelles, dem deutschen Kaspertheater ähnelndes, meist mit Handpuppen gespieltes Puppentheater. Es wird oft mit der traditionellen englischen Küstenkultur verbunden (traditional English seaside culture). Die Hauptfiguren sind Mr. Punch und seine Frau Judy. Die Aufführung besteht aus einer Folge kurzer Szenen, die das Wechselspiel zwischen zwei Figuren darstellen, typischerweise dem gewalttätigen Punch und einer anderen Gestalt. 
In vielen Ländern gibt es vergleichbare Figuren: Kasper in Deutschland, Guignol in Frankreich, Jan Klaassen in den Niederlanden, Mester Jakel in Dänemark, Pulcinella in Italien, Fasulis in Griechenland, Petruschka (spricht durch eine Pfeife) in Russland und Vasilache in Rumänien.
Das Theater wird meist von einem einzelnen Puppenspieler aufgeführt, der sich in der transportablen Puppenbude hinter der Kulisse versteckt. Dieser ist seit viktorianischer Zeit als „Professor“ oder „Punchman“ bekannt und wird manchmal begleitet von einem „Bottler“ (von englisch bottle „Flasche“), der das Publikum vor der Bude einzäunt, in die Vorstellung einführt und das Geld einsammelt (z. B. mit einer Flasche). Der Bottler kann auch Begleitmusik oder Klangeffekte spielen, Rücksprache mit den Puppen halten und manchmal Text wiederholen, der für die Zuschauer schwer zu verstehen war. 
Früher waren Trommel und Panflöte die Instrumente der Wahl, heute wird auch das Publikum mit einbezogen, wenn es z. B. darum geht, die Puppen-Figuren vor Gefahr zu warnen, die hinter ihrem Rücken herannaht.
Harrison Birtwistles Oper Punch and Judy (1967) wurde 1968 beim englischen Aldeburgh Festival uraufgeführt.
Die Musikgruppe Marillion veröffentlichte das Lied Punch and Judy auf ihrem 1984 erschienenen Album Fugazi.